# Ingólfur Elíasson
Ingólfur Elíasson (* 4. November 1993) ist ein isländischer Eishockeyspieler, der seit 2015 bei Skautafélag Reykjavíkur in der isländischen Eishockeyliga unter Vertrag steht.

## Karriere
Ingólfur Elíasson begann seine Karriere als Eishockeyspieler bei Skautafélag Akureyrar, für den er bereits als Jugendlicher in der isländischen Eishockeyliga debütierte. 2010 und 2011 wurde er mit seiner Mannschaft isländischer Landesmeister. Anschließend wechselte er zu Mjölby Hockey in die J20 Elit, die zweithöchste Juniorenspielklasse Schwedens. 2013 kehrte er nach Akureyri zurück und wurde mit Skautafélag 2014 und 2015 erneut isländischer Meister. 2015 wechselte er dann zum Hauptstadtklub Skautafélag Reykjavíkur.

### International
Ingólfur Elíasson spielte bereits als Jugendlicher für Island. Er nahm zunächst an den U18-Weltmeisterschaften 2009 und 2011, als er zum besten Verteidiger des Turniers gewählt wurde, in der Division III und 2010 in der Division II teil. Mit der U20-Auswahl der Isländer nahm er an den Weltmeisterschaften 2010 und 2012, als er als bester Torvorbereiter auch zum besten Verteidiger des Turniers gewählt wurde, in der Division III sowie 2011, 2013 in der Division II teil.
Parallel zu den Einsätzen in den Juniorenteams spielte Ingólfur Elíasson bereits in der Herren-Nationalmannschaft. Sein Debüt gab er als 17-Jähriger bei der Weltmeisterschaft 2011 in der Division II. Auch 2012, 2014, 2015 und 2016 vertrat er die Nordmänner in der Division II.

## Erfolge
- 2009 Aufstieg in die Division II bei der U18-Weltmeisterschaft der Division III, Gruppe B
- 2010 Isländischer Meister mit Skautafélag Akureyrar
- 2010 Aufstieg in die Division II bei der U20-Weltmeisterschaft der Division III
- 2011 Isländischer Meister mit Skautafélag Akureyrar
- 2011 Aufstieg in die Division II bei der U18-Weltmeisterschaft der Division III, Gruppe B
- 2011 Bester Verteidiger bei der U18-Weltmeisterschaft der Division III, Gruppe B
- 2012 Aufstieg in die Division II bei der Weltmeisterschaft der Division III
- 2012 Bester Verteidiger und meiste Torvorlagen bei der U20-Weltmeisterschaft 2012
- 2014 Isländischer Meister mit Skautafélag Akureyrar
- 2015 Isländischer Meister mit Skautafélag Akureyrar